# 로코 볼델리

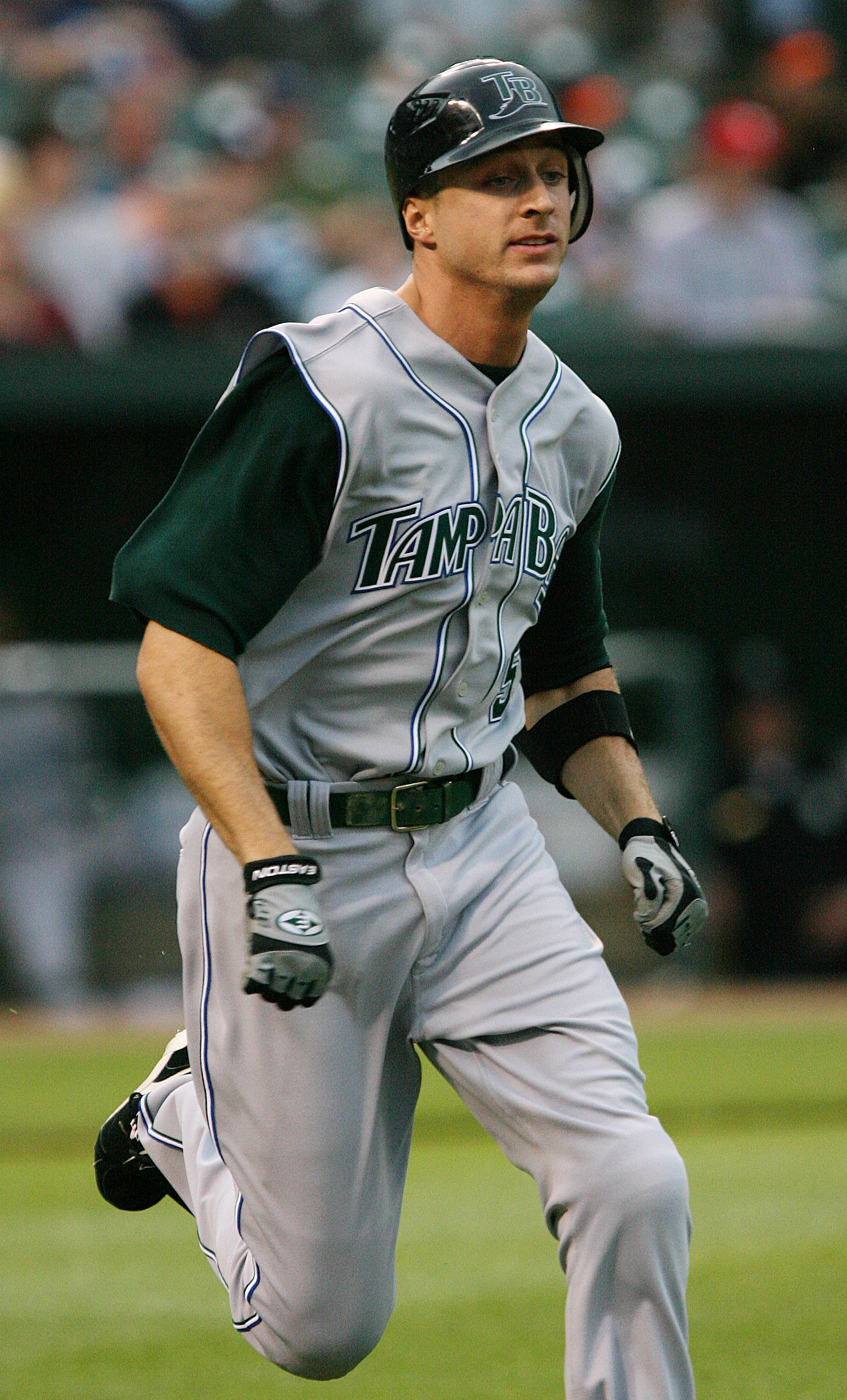
2007년 탬파베이 데블 레이스 시절의 볼델리

로코 대니얼 볼델리(Rocco Daniel Baldelli, 1981년 9월 25일 ~)는 미국의 전직 프로 야구 외야수이자 코치로, 메이저 리그 베이스볼(MLB)의 미네소타 트윈스 감독이다. 선수 시절, 볼델리는 마이너 리그를 빠르게 통과하며 2003년 개막일에 탬파베이 데블 레이스에서 메이저 리그에 데뷔했다. 볼델리는 뛰어난 타자와 외야수로 빠르게 자리매김했으며, 아메리칸 리그(AL) 올해의 신인 투표에서 3위를 차지했다.
2005년, 볼델리의 유망한 경력은 잦은 연조직 부상과 심각한 피로를 유발하는 희귀한 대사/근육 질환인 채널병증으로 인해 중단되었다. 그는 2005년에는 전혀 경기에 출전할 수 없었고, 이후 몇 시즌 동안 의사들이 그의 상태를 진단하고 치료하는 데 어려움을 겪으면서 상당한 시간을 결장했다. 2005년부터 2010년 은퇴까지, 전직 주전 중견수는 부상자 명단에서 오랜 시간을 보냈고, 팀 경기 절반 이상에 출전한 것은 단 한 번뿐이었다. 볼델리는 2009년에 고향팀 보스턴 레드삭스와 자유 계약을 맺고 백업 외야수와 파트타임 지명 타자로 62경기에 출전했다. 그는 선수 생활을 계속할 수 있을지 확신하지 못해 2009년 12월에 마이너 리그 코치로 레이스 구단에 복귀했다. 2010년 시즌이 진행되면서 그는 또 다른 복귀를 시도하기로 결정하고 레이스의 마이너 리그 시스템에서 재활을 시작했다. 볼델리는 9월에 메이저 리그로 복귀하여 첫 타석에서 대타 홈런을 쳤다. 그는 정규 시즌 마지막 달에 10경기에 출전했으며 레이스의 플레이오프 로스터에 포함되었지만, 팀의 첫 라운드 시리즈 동안 심한 근육 경련으로 인해 라인업에서 제외되었고, 이 시점에서 그는 29세의 나이로 선수 생활을 끝내기로 결정했다.
선수로 은퇴한 후, 볼델리는 3년 동안 탬파베이 레이스 구단에서 순회 마이너 리그 강사이자 야구 운영 특별 보좌관으로 일했다. 그는 2014년 시즌을 앞두고 팀의 1루 코치로 임명되었고, 2017년 11월에는 메이저 리그 필드 코디네이터로 승진했다.
볼델리는 2018년 시즌 후 미네소타 트윈스의 감독으로 임명되었다. 2019년, 그는 팀을 101승과 AL 중부 지구 우승으로 이끌었으며, 2019년 아메리칸 리그 올해의 감독으로 선정되었다. 38세의 나이로 그는 이 상을 받은 최연소 감독이었다.

## 초기 생활
로코 대니얼 볼델리는 댄과 미셸 볼델리 사이에서 로드아일랜드주 우스터켓에서 태어났다. 로코 볼델리는 프로비던스의 라살 아카데미에서 PEGASUS 영재 중학교 프로그램에 다녔다. 그는 AAU 야구 클럽인 로드아일랜드 타이즈에서 야구를 했다. 그 후 그는 고등학교를 위해 로드아일랜드 워릭의 비숍 헨드리켄 고등학교로 전학했다. 비숍 헨드리켄 고등학교에서의 마지막 학년 동안 그는 외복사근 부상을 입었지만, 여전히 단 32번의 타수에서 0.531의 타율, 5홈런, 13타점, 9도루를 기록했다. 볼델리는 운동뿐만 아니라 학업에서도 뛰어났다. 그는 4.25의 학점을 기록했다. SAT에서는 1300점을 받았고, 노스캐롤라이나 대학교, 웨이크포리스트 대학교, 프린스턴 대학교, 예일 대학교에 진학하는 것을 고려했다. 그는 또한 야구, 실내 육상, 농구, 배구에서 전 주(state) 대표 선수로 선정되며 4가지 스포츠에서 뛰어난 활약을 펼쳤다.

## 프로 야구 경력

### 마이너 리그
탬파베이 데블 레이스는 2000년 메이저 리그 베이스볼 드래프트 1라운드(전체 6순위)에서 볼델리를 지명했고, 그는 웨이크포리스트 대학교의 운동 장학금 제안을 거절하고 탬파베이와 225만 달러에 계약했다. 그는 팀의 하이 루키 리그 제휴팀인 프린스턴 데블 레이스에서 프로 경력을 시작했다.
처음에 볼델리는 프로 야구에 적응해야 했다. 볼델리는 "프린스턴에서 저는 경기의 모든 부분에서 어려움을 겪었습니다… 저는 경기를 어떻게 해야 하는지 몰랐습니다. 고등학교를 졸업하고 나서 저는 그냥 타석에 나와서 매번 있는 힘껏 스윙하며 공을 세게 치려고 했습니다. 저는 타격 기술이나 변화구, 투수를 읽는 법을 몰랐습니다."라고 말했다.
볼델리는 타자로서의 어려움을 극복하고 탬파베이 구단에서 빠르게 성장했다. 2000년에는 탬파베이 데블 레이스의 9번째 유망주로 평가받았다. 2001년에는 구단에서 5번째로 좋은 유망주로 여겨졌다. 2002년에는 드래프트 6순위로 지명된 지 불과 2년 만에 베이스볼 아메리카 마이너 리그 올해의 선수상을 수상했다.

### 탬파베이 데블 레이스/탬파베이 레이스

#### 2003–04: 초기 성공
볼델리는 2003년 개막일에 중견수로 선발 출전하며 메이저 리그에 데뷔했다. 그와 동료 신인 외야수 칼 크로퍼드는 91패를 기록한 데블 레이스 팀에서 몇 안 되는 밝은 점 중 두 명이었다. 볼델리는 2003년 시즌을 0.289의 타율, 11 홈런, 78 타점, 89 득점, 27 도루를 기록하며 마쳤다. 그는 또한 아메리칸 리그의 많은 타격 부문에서 상위 10위 안에 들었다. 그는 타수에서 637개로 7위, 안타에서 184개로 10위, 3루타에서 8개로 스즈키 이치로와 공동 8위, 단타에서 133개로 4위를 기록했다.
그는 또한 AL에서 외야수 어시스트에서 1위를 차지했고 레인지 팩터에서 2위를 기록했는데, 이는 그가 야구에서 최고의 수비형 외야수 중 한 명이었음을 나타낸다. 볼델리는 2003 AL 올해의 신인 투표에서 뉴욕 양키스 외야수 마쓰이 히데키와 캔자스시티 로열스의 수상자 앙헬 베로아에 이어 3위를 차지했다.
볼델리는 2004년에도 비슷한 2년차 시즌을 보냈는데, 타율 0.280, 16 홈런, 74 타점, 79 득점, 17 도루를 기록했다. 그의 수비 통계는 다시 리그 최고 수준이었는데, 레인지 팩터에서 AL 1위를 차지했고 외야수 어시스트에서 4위를 기록했다.

#### 2005–06: 부상과 재도약
볼델리는 2005년 시즌을 오프시즌 동안 동생과 야구를 하다가 전방십자인대 파열로 인해 부상자 명단에 오른 채 시작했다. 그는 수술을 받았고 올스타 휴식기까지 복귀할 것으로 예상되었다. 그러나 그는 훈련 중에 심각한 팔꿈치 부상을 입어 손상을 고치기 위해 토미 존 서저리를 받아야 했고, 이로 인해 몇 달 더 재활해야 했다.
거의 한 시즌 반을 결장한 후, 볼델리는 2006년 6월 7일 로스앤젤레스 에인절스 오브 애너하임과의 경기에서 D-레이스 라인업에 복귀했다. 볼델리는 2006년 잔여 시즌 동안 외야에서 주전으로 뛰었고, 364 타수에서 타율 0.302, 16 홈런, 57 타점, 57 득점, 10 도루를 기록하며 최고의 통계 시즌을 보냈으며, 다시 여러 수비 부문에서 리그 선두권에 이름을 올렸다.

#### 2007–08: 의학적 문제
2007년 시즌 전 스프링 트레이닝에서 볼델리는 햄스트링 부상을 입었다. 부상은 계속되었지만, 볼델리는 출전을 시도하여 35경기에 출전(15경기는 지명 타자로)하여 타율 0.204만을 기록했다. 그는 5월에 햄스트링을 악화시켜 5월 17일에 부상자 명단에 올랐다. 의사들은 휴식을 권고했고, 그 후 볼델리는 재활을 위해 마이너 리그로 보고했다. 몇 경기 후, 그는 다시 햄스트링 부상을 입었고 2007년 시즌 잔여 기간 동안 출전이 중단되었다.
이러한 차질 후, 볼델리는 짧은 훈련 후에도 근육 문제와 악화되는 피로의 원인을 알아내기 위해 광범위한 의료 검사를 받았다. 의사들은 "대사 및 미토콘드리아 이상"을 발견하고 상태를 개선하기 위한 의료 계획을 수립하기 시작했다.

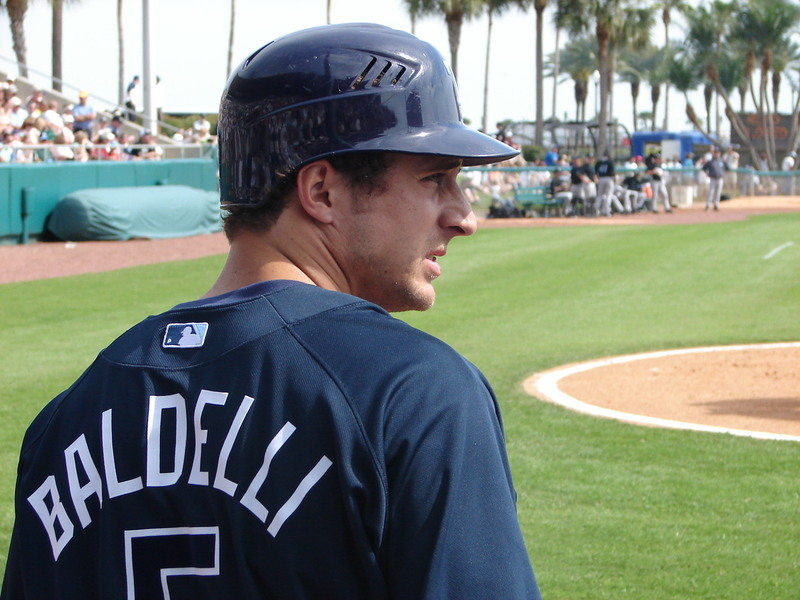
2008년 스프링 트레이닝 중 볼델리

볼델리는 2008년 스프링 트레이닝 기간 동안 경기에 복귀하려고 시도했지만, 그의 계속되는 신체 문제로 인해 불가능했다. 3월 12일, 그는 감격적인 기자회견을 열고 자신의 미스터리한 질병에 대한 효과적인 치료법을 찾기 위해 다시 부상자 명단에 오를 것이라고 발표했다. 그는 은퇴하지 않았지만, 그의 야구 경력의 미래는 불투명했다. 이에 따라 2008년 4월 1일, 레이스는 볼델리의 다음 시즌(2009년) 계약 옵션을 거부하여 그를 시즌 후 자유 계약 선수로 만들 가능성이 생겼다.
추가적인 의료 상담 후, 볼델리의 의사들은 그의 상태를 개선하는 것으로 보이는 약물과 영양 보조제의 조합을 발견했다. 2008년 5월 29일, 그는 연장 스프링 트레이닝 경기에 출전하기 시작했으며, 6월 중순에는 2008년 시즌 동안 메이저 리그로 복귀할 수 있기를 바라며 추가 재활 및 컨디셔닝을 위해 레이스의 마이너 리그 시스템으로 보내졌다.

#### 필드로의 복귀
2008년 8월 10일, 볼델리는 복귀하여 시애틀 매리너스와의 경기에서 레이스의 우익수로 선발 출전했다. 볼델리는 "재활의 상징"으로 몇 달 동안 수염을 길러왔고, 경기에 나서기 전에 수염을 깎았다. 경기에서 그는 5회 이후 교체되기 전 타점 단타와 다이빙 캐치를 기록했다.
볼델리는 2008년에 레이스 소속으로 28경기에 출전했으며, 주로 지명 타자와 대타로 나섰지만 가끔 우익수나 좌익수로도 뛰었다. 그는 타율 0.263, 4홈런, 13타점을 기록했고, 레이스가 처음으로 플레이오프에 진출하면서 팀의 포스트시즌 로스터에 포함될 만큼 가치 있는 선수로 평가받았다.
볼델리는 제한된 포스트시즌 출전 시간에도 불구하고 큰 영향력을 보였다. 2008년 아메리칸 리그 챔피언십 시리즈 3차전에서 볼델리는 8회에 보스턴의 폴 버드를 상대로 3점 홈런을 쳐서 레이스가 시리즈 2-1로 앞서가는 데 기여했다. ALCS의 결정적인 7차전에서는 5회에 그의 타점 단타가 레이스에게 경기 첫 리드를 안겨주었고, 결국 팀은 첫 아메리칸 리그 우승을 차지했다. 마지막으로 월드 시리즈 2차전 필라델피아 필리스와의 경기에서 볼델리는 플라이볼을 잡고 1루수 카를로스 페냐에게 송구하여 제이슨 워스를 아웃시키며 더블 플레이를 완성했다. 5차전에서는 7회 초 솔로 홈런을 쳐서 레이스의 동점을 만들었지만, 결국 레이스는 경기와 시리즈에서 패배했다.
2008년 ALCS에서의 볼델리의 활약 덕분에 많은 사람들이 미토콘드리아 질환과 이것이 많은 사람들에게 어떻게 영향을 미치는지 알게 되었다. 한 기사에 따르면 미토콘드리아 질환을 앓는 어린이가 타석에서 자신을 볼델리라고 가장한다고 한다. 레드삭스 시리즈 동안, 미국 미토콘드리아 질환 재단은 웹사이트에 어린이와 부모가 볼델리에게 메시지를 남길 수 있는 페이지를 만들었다. 그 중 한 메시지는 "저는 미토를 앓는 9살 소년입니다. 저도 야구를 좋아해요. 플레이오프 홈런 멋있었어요. 집에서 응원하고 있어요. 기분은 어떠세요?"라고 적혀 있었다.
전반적으로 볼델리는 20번의 포스트시즌 타수에서 타율 0.200, 2홈런, 6타점을 기록했다. 상태는 호전되었지만, 그의 건강 문제는 연이은 경기 출전을 막았고, 경기 중 쉬는 시간에는 필드에 앉아서 쉬기도 했다.
시즌 후, 볼델리는 2008년 토니 코닐리아로상을 수상했다. 이 상은 매년 "토니 코닐리아로의 특징이었던 정신, 결단력, 용기"를 통해 역경을 극복한 메이저 리그 선수에게 수여된다.

#### 새로운 진단
2008-09년 오프시즌 동안, 추가적인 의학 검사 결과 볼델리가 미토콘드리아 채널병증의 한 형태를 앓고 있으며, 이는 이전 진단보다 덜 심각하고 더 치료 가능한 상태임을 시사했다. 미토콘드리아 채널병증은 신경학적 "경로"의 이온에 영향을 미치고 심한 근육 피로를 유발하며 생명을 위협할 수 있는 희귀 세포 질환이지만, 볼델리는 약물과 식단으로 관리할 수 있는 중간 정도의 형태로 진단받았다. 그러나 볼델리의 경우, 이 질환은 그가 십대 때 감염된 라임병의 지속적인 증상으로 인해 복잡해졌다.

### 보스턴 레드삭스
2009년 1월 8일, 볼델리는 보스턴 레드삭스와 1년 계약을 맺었으며, 기본 50만 달러에 최대 675만 달러의 인센티브가 포함된 계약으로 알려졌다. 볼델리는 뉴잉글랜드에서 자랐기 때문에 그의 가족 대부분은 레드삭스 팬이었고, 그는 이 팀에서 뛰는 것을 "어린 시절의 꿈"으로 여겼다. 그는 등번호 5번을 계속 착용했는데, 이는 2004년 팬들이 가장 좋아했던 노마 가르시아파라가 팀을 떠난 이후 처음으로 이 번호를 착용한 레드삭스 선수가 되었다.
볼델리는 2009년 5월 9일, 펜웨이 파크에서 자신의 이전 팀인 레이스를 상대로 레드삭스에서의 첫 홈런을 쳤다. 그러나 시즌 대부분 동안 그는 계속해서 신체적인 문제로 고생했고, 15일짜리 부상자 명단에 두 번 오르고 햄스트링 당김 등 여러 문제로 수많은 경기에 결장했다.
그 해 볼델리는 레드삭스에서 62경기에 출전하여 타율 0.253, 7홈런, 23타점, 1도루를 기록했다. 보스턴은 AL 와일드카드 팀으로 플레이오프에 진출했지만, 어깨 부상으로 인해 볼델리는 팀의 포스트시즌 로스터에서 제외되었다. 시즌 후, 그는 자유 계약 선수가 되었다.

### 레이스로의 복귀
2010년 스프링 트레이닝 기간 동안, 볼델리는 탬파베이 레이스로 돌아와 구단 마이너 리그 시스템 선수들에게 주루 및 외야 수비를 지도하는 특수 보좌관으로 일했다. 지속적인 피로 문제와 어깨 부상으로 인해 야구를 할 수 없었지만, 그는 신체 상태가 호전되면 레이스에서 다시 필드로 돌아가고 싶다는 바람을 표명했다. 2010년 7월 19일, 볼델리는 레이스와 마이너 리그 계약을 맺고 팀의 클래스 A 산하 팀인 샬럿 스톤 크랩스에 합류했다. 그는 점차 출전 시간을 늘렸고 8월 16일 트리플 A 팀인 더럼 불스로 승격되었다. 구단은 그의 건강 상태와 필드에서의 성공 여부가 시즌 후반 메이저 리그 승격 여부를 결정할 것이라고 밝혔다.
9월 1일, 볼델리는 메이저 리그 스쿼드에 소집되어 지명 타자, 대타, 예비 외야수로 뛰었다. 9월 5일, 레이스 로스터로 돌아온 후 첫 타석에서 볼델리는 캠든 야즈에서 볼티모어 오리올스를 상대로 8회 초 대타로 나서 2점 홈런을 쳤고, 우익수로 경기를 마무리했다. 볼델리는 9월 내내 가끔 출전했고, 레이스의 포스트시즌 로스터에 포함되었으며, 2010년 플레이오프 텍사스 레인저스와의 1차전에서 지명 타자로 선발 출전했다. 그러나 경기 중 근육 경련을 겪어 대타로 교체되어야 했고, 레이스는 다음 날 그를 플레이오프 로스터에서 제외시켜 그의 선수 경력에 다시 의문을 던졌다.

### 선수 은퇴
볼델리는 건강 문제로 인해 2010년 ALDS에서 제외된 직후 은퇴를 개인적으로 결정했지만, 레이스의 경영진 앤드루 프리드먼은 그에게 결정을 공개적으로 발표하기 전에 시간을 가지고 생각해보라고 조언했다. 3개월간의 고려 끝에, 볼델리는 2011년 1월 26일 29세의 나이로 공식적으로 은퇴를 발표하며, 자신의 질병으로 인해 "더 이상 신체적으로 경기를 할 수 없을 것 같다"고 밝혔다. 그는 레이스 구단에 남아 스카우트 및 선수 개발 부문에서 "특별 고문"으로 일했다.
볼델리의 경력은 짧았지만, 그는 레이스 팬들 사이에서 여전히 인기가 있었다. 팀은 그를 2013년 ALDS 4차전 시구식에 초대했고, 트로피카나 필드의 팬들은 그에게 기립 박수를 보냈다.

### 경기 스타일
볼델리는 타율과 파워를 겸비하고, 수비와 주루에서 빠른 속도를 보이며, 강한 송구 능력을 갖춘 균형 잡힌 야구 선수였다. 유망한 젊은 선수로서, 일부 야구 평론가들은 볼델리의 기술이 명예의 전당 중견수 조 디마지오를 연상시킨다고 평가했으며, 베테랑 스카우트 알 라마키아는 볼델리가 "조의 쌍둥이"가 될 잠재력을 가지고 있다고 주장했다.

## 코치 경력
2011년 선수 생활을 마친 볼델리는 레이스 구단에 남아 야구 운영 특별 보좌관 및 마이너 리그 타격 및 외야 수비 순회 코치로 활동했다. 2014년 12월, 볼델리는 2005년 팀 동료였던 케빈 캐시 신임 감독 아래 레이스의 1루 코치로 임명되었다. 2017 시즌 전, 레이스 구단은 볼델리를 새로 신설된 메이저 리그 필드 코디네이터로 승진시켰다. 이 역할은 상대 타자의 성향 분석, 선수들의 수비 기술 코칭, 경기 중 팀의 수비 전략 구현 지원 등을 포함했다.

## 감독 경력

### 트윈스
2018 시즌 후, 볼델리는 여러 감독직의 인기 후보였으며 여러 메이저 리그 구단으로부터 감독직 인터뷰를 받았다. 2018년 10월 25일, 그는 미네소타 트윈스의 신임 감독으로 소개되었다. 이전 시즌 78승을 기록했던 트윈스는 볼델리의 첫 시즌에 101승을 거두고 아메리칸 리그 중부 지구 우승을 차지했다. 2019년 11월 12일, 볼델리는 2019 MLB 시즌 아메리칸 리그 올해의 감독으로 선정되었으며, 2위와 3위를 차지한 뉴욕 양키스 감독 에런 분과 탬파베이 레이스 감독 케빈 캐시를 제쳤다. 38세의 나이로 그는 이 상의 최연소 수상자가 되었다. 2020년에는 메이저 리그 야구에서 가장 어린 감독이었다.
2022년에는 메이저 리그 전체 감독 중 가장 많은 51개의 챌린지를 했고, 번복 횟수에서는 벅 쇼월터(33개 챌린지)와 함께 26개로 공동 선두를 기록했다.
트윈스에서의 그의 경력 동안, 볼델리의 부상 문제는 현재 트윈스의 올스타인 바이런 벅스턴과 비교되었다. 벅스턴 자신도 이러한 유사성이 볼델리의 선수 경력과 같은 운명을 피하는 데 도움이 되었다고 언급했다.

### 감독 기록
2005년 5월 16일 치러진 게임  기준
| 팀   | 연도 | 정규 시즌 | 정규 시즌 | 정규 시즌 | 정규 시즌 | 정규 시즌              | 포스트 시즌 | 포스트 시즌 | 포스트 시즌 | 포스트 시즌     |
| 팀   | 연도 | 경기      | 승        | 패        | 승률      | 순위                   | 승          | 패          | 승률        | 결과            |
| ---- | ---- | --------- | --------- | --------- | --------- | ---------------------- | ----------- | ----------- | ----------- | --------------- |
| MIN  | 2019 | 162       | 101       | 61        | .623      | 아메리칸 리그 중부 1위 | 0           | 3           | .000        | ALDS 패배 (NYY) |
| MIN  | 2020 | 60        | 36        | 24        | .600      | 아메리칸 리그 중부 1위 | 0           | 2           | .000        | ALWC 패배 (HOU) |
| MIN  | 2021 | 162       | 73        | 89        | .451      | 아메리칸 리그 중부 5위 |             |             | –           |                 |
| MIN  | 2022 | 162       | 78        | 84        | .481      | 아메리칸 리그 중부 3위 |             |             | –           |                 |
| MIN  | 2023 | 162       | 87        | 75        | .537      | 아메리칸 리그 중부 1위 | 3           | 3           | .500        | ALDS 패배 (HOU) |
| MIN  | 2024 | 162       | 82        | 80        | .506      | 아메리칸 리그 중부 4위 |             |             | –           |                 |
| MIN  | 2025 | 45        | 25        | 20        | .556      |                        |             |             | –           |                 |
| 총합 | 총합 | 915       | 482       | 433       | .527      |                        | 3           | 8           | .273        |                 |

## 개인 생활
10년간의 교제 끝에 볼델리는 2021년 7월 여자친구 앨리(Allie)와 결혼했다. 딸 루이자(Louisa)는 그해 9월에 태어났다. 2023년 9월에는 이란성 쌍둥이 니노(Nino)와 엔조(Enzo)가 태어났다.
2004년, 볼델리는 로드아일랜드 이탈리아-미국 명예의 전당에 헌액되었다. 볼델리는 여행, 낚시, 베이스 기타 연주를 자신의 다른 취미로 꼽았다. 그는 댄과 미셸 볼델리의 아들이며, 두 형제인 니콜라스(치과의사)와 단테가 있다. 그의 형 단테는 보스턴 칼리지 이글스 야구 팀에서 대학 야구를 했다. 그는 세인트 피트 비치, 플로리다와 부모님이 여전히 살고 있는 로드아일랜드주에 거주한다.
볼델리는 서러브레드를 사육하고 경주하는 데 관심이 있는 말 주인이다.
볼델리는 운소켓 시장이자 전 로드아일랜드주 의원인 리사 볼델리-헌트의 조카이다. 등록된 민주당원인 볼델리는 2016년 버니 샌더스와 2020년 조 바이든을 포함한 다양한 민주당 후보들에게 돈을 기부했다.
볼델리는 열렬한 음악 팬이며, Phish, Grateful Dead, Greensky Bluegrass, JRAD, Spafford를 자신이 가장 좋아하는 그룹으로 꼽았다.